# Vila Nova de Gaia (stacja kolejowa)
Vila Nova de Gaia – stacja kolejowa w Vila Nova de Gaia, w Portugalii, na Linha do Norte. Jest obsługiwana przez Comboios de Portugal.